# Mom + Pop Music
La Mom + Pop Music è un'etichetta discografica indipendente statunitense fondata nel 2008 da Michael Goldstone.

## Artisti

### Attuali
- Alice Merton
- Andrew Bird
- Cloud Nothings
- Courtney Barnett
- DMA's
- El El
- FIDLAR
- Flume
- Hinds
- Hunters
- Ingrid Michaelson
- Jagwar Ma
- Jon Spencer Blues Explosion
- Lucius
- Kindness
- Lady Lamb the Beekeeper
- Mikhael Paskalev
- Neon Indian
- Poliça
- Porter Robinson
- Tash Sultana
- Tokyo Police Club
- Wild Cub

### Precedenti
- An Horse
- Animal Kingdom
- Freelance Whales
- The Jezabels
- Joshua Radin
- Metric
- Sleeper Agent
- Smith Westerns
- Tired Pony
- White Sea
- Wavves